# Diego Cochas
Diego Emilio Cochas Giancarlo (Saldán, Provincia de Córdoba, Argentina, 14 de agosto de 1979) es un  exfutbolista argentino. Actualmente es director técnico del Club Atlético Racing de Córdoba, equipo de la B nacional del futbol argentino.

## Trayectoria
Diego Cochas llegó en 2006 al Fútbol Colombiano realizando pretemporada con el Real Cartagena, equipo donde finalmente no figuró, y actuó en esa temporada con el Deportivo Pereira y en el primer semestre de 2007 se vinculó al Deportes Tolima.
Después de jugar con Tolima, Cochas llegó a La Equidad, club con el que fue subcampeón del subcampeonato del Torneo Finalización 2007 del Fútbol Profesional Colombiano.
El 26 de diciembre de 2007 Millonarios anuncia en su sitio web la vincualción de Diego Cochas para temporada 2008, donde hizo parte de la nómina por seis meses, sin tener mayor continuidad en el equipo titular. 
Luego de salir de Millonarios, en el mes de julio de 2008, Cochas regresó a La Equidad. En noviembre de 2009 recibe la carta de libertad por parte del club. Después de su paso por el equipo bogotano fichó por Cúcuta Deportivo en noviembre de 2009. Un año más tarde se marcha al fútbol de la Primera División de Venezuela para jugar con el ACD Lara.

## Clubes
| Club                    | País      | Año        |
| ----------------------- | --------- | ---------- |
| All Boys                | Argentina | 2001-2002  |
| Huracán                 | Argentina | 2002-2003  |
| Deportes Quindío        | Colombia  | 2003-2004  |
| Ferro Carril Oeste      | Argentina | 2004-2005  |
| Nueva Chicago           | Argentina | 2005       |
| Deportivo Pereira       | Colombia  | 2006       |
| Deportes Tolima         | Colombia  | 2007       |
| La Equidad              | Colombia  | 2007       |
| Millonarios             | Colombia  | 2008       |
| La Equidad              | Colombia  | 2008-2009  |
| Cúcuta Deportivo        | Colombia  | 2010       |
| Independiente del Valle | Ecuador   | 2010-2011  |
| ACD Lara                | Venezuela | 2011-2012  |
| Deportivo Táchira       | Venezuela | 2012- 2013 |
| Emelec                  | Ecuador   | 2013       |
| Tristán Suárez          | Argentina | 2014       |
| Newell's Old Boys       | Argentina | 2014       |

## Palmarés

### Campeonatos nacionales
| Título                      | Club       | País      | Año  |
| --------------------------- | ---------- | --------- | ---- |
| Copa Colombia               | La Equidad | Colombia  | 2008 |
| Primera División Venezolana | ACD Lara   | Venezuela | 2011 |